# František Hejl
František Hejl (16. března 1920 Kněževísko – 11. ledna 2016 Brno) byl český historik a účastník odboje za druhé světové války.

## Život
Byl synem kamnáře Jana Hejla (??–1953) a jeho manželky Františky, rozené Konopáčové (??–1965). Obecnou a měšťanskou školu vychodil v Letovicích, maturoval v roce 1940 na gymnáziu v Boskovicích. Po maturitě pracoval jako úředník. V roce 1943 byl totálně nasazen, nejprve ve Vídni, poté ve Štraburku a nakonec ve slovenské Dubnici nad Váhom.
Na Slovensku se zapojil do partyzánského hnutí a aktivně se zúčastnil Slovenského národního povstání.
Po druhé světové válce vystudoval v letech 1945–1948 obory historie a anglistika na Filozofické fakultě Masarykovy univerzity v Brně, po ukončení studií se na univerzitě věnoval historii jako pedagog. Tamtéž získal v roce 1953 titul PhDr. a v roce 1962 titul CSc. v oboru historické vědy. Mimořádným profesorem se stal v roce 1968, řádným profesorem v oboru slovanské dějiny feudalismu v roce 1979. V letech 1960–1966 a 1973–1980 byl prorektorem univerzity.
V bádání pokračoval i po odchodu do důchodu.

### Rodinný život
Dne 4. června 1949 se oženil s Alenou Hejlovou (* 1924). Manželé Hejlovi měli dvě dcery.

## Dílo
V počátcích se zabýval dějinami Polska, později i Ukrajiny a Ruska. Ve svých pracích se věnoval také fenoménu Velké Moravy a osvobozeneckému hnutí za druhé světové války.

### Knižní vydání
- Revoluční rok 1848 (historická skizza k příležitosti výstavy "100 let českého národního života" v Kroměříži 1948, spoluautor František Jordán; Kroměříž, Ústř. výst. výbor, 1948´)
- Horní Slezsko v 17. století (Brno, vlast. n., 1952)
- Dějiny Sovětského svazu a československo-sovětských vztahů v dokumentech (Díl 1, Od nejstarších dob do konce 18. století, uspořádali, úv. a pozn. opatřili Dimitr Krandžalov, František Hejl a Jaroslav Vávra; Praha, NPL, 1963)
- Ročenka University J.E. Purkyně v Brně na rok 1964 (Red. a předmluva František Hejl; Brno, Blok, 1965)
- Družba pěti bratrských universit: Kyjev - Krakov - Debrecín - Bratislava - Brno (sborník, red. František Hejl; SPN, 1966)
- Otázky studia a výuky dějin národů střední a jihovýchodní Evropy (materiály z konference, pořádané v Brně 28.-29.11.1967, uspoř. Fr. Hejl a J. Kolejka; Brno, s.n., 1968)
- Ročenka Brněnské university 1964-1968 (Uspoř. František Hejl; Brno, Univerzita J.E. Purkyně, 1969)
- Otázky dějin střední a východní Evropy (sborník uspořádal František Hejl; Brno, Univerzita J.E. Purkyně, 1971-1975)
- Úkoly historiografie střední, východní a jihovýchodní Evropy v období socialistické integrace (sborník referátů a příspěvků z 2. mezinárodní konference Univ. J.E. Purkyně, Brno, 6.-8. prosince 1971; sest. a k vyd. připr. Fr. Hejl, R. Fišer a kol.; Brno, Univerzita J. E. Purkyně, 1973)
- Význam studia dějin SSSR, KSSS, dějin vzniku a rozvoje světové socialistické soustavy a světa po r. 1945 ve výuce dějepisu na filosofických a pedagogických fakultách československých vysokých škol (sborník referátů z konference Filosof. fakulty Univ. J. E. Purkyně v Brně, 1974; sest. a k vyd. připr. Fr. Hejl a R. Fišer; Brno, Univerzita J.E. Purkyně, 1974)
- Československo-sovětské vztahy jako faktor mezinárodní politiky 1917-1970 (materiály československo-sovětského sympozia, Praha 16.-18.10.1973, pořádaného ČSAV; sestavil, redigoval a úvod napsal František Hejl Hejl; Praha, Academia, 1975)
- Československá slavistika v letech 1918-1939 (red. František Hejl, předml. V. Šťastný, úvod M. Kudělka; Praha, Academia, 1977)
- Ročenka Univerzity Jana Evangelisty Purkyně 1968-1975 (Uspoř. František Hejl, předml.: F. Hejl, Jaroslav Kudrna, Vladimír Rypáček; Brno, nákl. vl., 1977)
- Vznik a rozvoj společenství socialistických zemí (sborník materiálů ze VI. zasedání Komise historiků SSSR a ČSSR v Minsku 23.-26. září 1975, k vydání připravili Josef Poulík, František Hejl a Václav Peša; Praha, Academia, 1977)
- Kapitoly z dějin polské historiografie. Díl 1, Od počátků dějepisné tradice do osvícenství : 10.-18. století  (Brno, Univerzita J.E. Purkyně, 1982)
- Horní Věstonice, společenské a kulturní proměny jihomoravské vesnice (autor Václav Frolec a kol., předmluva František Hejl; V Brně, Univerzita J. E. Purkyně, 1984)
- Struktura feudální společnosti na území Československa a Polska do přelomu 15. a 16. století (Sborník, sestavili Ján Čierny, František Hejl, Antonín Verbík; Praha, Ústav československých a světových dějin ČSAV, 1984)
- Zvláštní akce 17. listopad a její průběh v Brně (autoři František Nedbálek, František Hejl; Brno, Archiv města Brna, Muzejní a vlastivědná společnost, Měst. výbor SPB, 1985)
- Struktura společnosti na území Československa a Polska v 19. století do roku 1918, 26. zasedání Komise historiků ČSSR-PLR Brno 16.-18. 9. 1986 (sborník referátů; Praha, Ústav československých a světových dějin ČSAV, 1988)

## Veřejná ocenění
Za svou odbojovou i odbornou činnost obdržel řadu ocenění:
- Pamětní medaile III. stupně Československé obce legionářské (2013)
- Pamětní medaile Ministerstva obrany Slovenské republiky
- Cena Jihomoravského kraje (2013)[2]
- Pamětní medaile k 60. výročí ukončení 2. světové války 1945–2005 (2005), Jubilejní medaile k 60. výročí vítězství ve Velké vlastenecké válce 1941–1945,
- Zlatá medaile Františka Palackého ČSAV (1980)
- Stříbrná medaile za zásluhy o rozvoj Jihomoravského kraje
- Stříbrná medaile UJEP (1977)
- Medaile J. Dimitrovova (1972),
- Pamětní medaile k 20. výročí Slovenského národního povstání (1964)
- Řád SNP II. třídy, Státní vyznamenání Za vynikající práci (1960,
- Československá medaile Za chrabrost (1946)

Byl členem KSČ, resp. KSČM.